# L'ultima spia
L'ultima spia (The Secret o Double Image) è un film per la televisione del 1986 diretto da Mick Jackson, episodio della serie Screen Two.
È basato su eventi reali della Guerra Fredda. Racconta la storia di un accordo tra la CIA e Yuri Nosenko (interpretato da Oleg Rudnik), un importante membro del KGB che desidera fuggire dall'Unione Sovietica. In cambio di informazioni segrete sull'assassinio del presidente John F. Kennedy, Nosenko chiede l'aiuto della CIA per la sua fuga. L'agente della CIA Steve Daley, interpretato da Tommy Lee Jones, è incaricato di gestire Nosenko e di determinare se è sincero.

## Trama
Febbraio 1964. Tre mesi dopo l'Assassinio di John Fitzgerald Kennedy, presidente degli Stati Uniti d'America, la Commissione Warren d'inchiesta brancola nel buio. Lee Harvey Oswald ha agito da solo od è stato un burattino nelle mani di forze occulte?
Steve Daley, ambizioso agente della CIA, viene contattato da Yuri Nosenko, ufficiale del KGB sovietico. Nosenko sostiene di avere informazioni su Oswald durante il suo soggiorno in Russia prima del delitto e su di una sedicente talpa di nome Sasha all'interno della CIA. In cambio di queste informazioni riservate, chiede di disertare.
La CIA è in un dilemma. Le informazioni di Nosenko potrebbero essere la chiave per risolvere il caso Kennedy, ma c'è il rischio che sia un doppiogiochista del KGB, inviato per depistare le indagini. Daley si trova al centro di un pericoloso gioco di spie, dove la posta in gioco è la verità sull'omicidio del secolo.

## Accoglienza
"The Secret" ha ricevuto recensioni miste. La critica ha elogiato la recitazione di Jones e Rudnik, ma ha criticato il ritmo lento e la mancanza di suspense. Il film è stato anche accusato di essere troppo favorevole alla CIA.

## Curiosità
Nel film Steve Danley ha un appuntamento a Ginevra con Nosenko davanti ad un cinema dove viene proiettato Il dottor Stranamore omaggio a Stanley Kubrick, ma con un piccolo errore temporale.